# CV90
CV90 (anglicky Combat Vehicle 90, švédsky Stridsfordon 90) je označení pro typovou řadu švédských pásových bojových vozidel, kterou ve druhé polovině 80. let vyvinuly společnosti Hägglunds a Bofors ve spolupráci se švédskou vládní vyzbrojovací agenturou FMV (Försvarets Materielverk). První verze označená později jako Mk0, byla do výzbroje švédské armády zavedena v roce 1994, vývoj však kontinuálně pokračuje ve společnost BAE Systems Hägglunds AB dodnes. Nejnovější vyráběnou verzí je MkIV.
Vozidlo CV90 bylo původně navrženo speciálně pro podmínky subpolárního podnebí a proto se vyznačuje velice dobrou mobilitou ve sněhu a v podmáčeném terénu. Osvědčila se ale i během nasazení v pouštích Afghánistánu. Původní švédská verze CV90 byla vybavena věží firmy Bofors s kanónem ráže 40 mm, a prostorem pro výsadek osmi plně vyzbrojených vojáků. Exportní verze jsou tradičně vyzbrojeny kanony ráže 30 či 35 mm, přičemž ale vznikla celá řada dalších specializovaných variant. Jde například o minometné varianty, vozidla pro předsunuté pozorovatele, vozidla velení a řízení, vyprošťovací verze, vozidla pro elektronický boj, apod.
Do současnosti bylo vyrobeno více než 1 400 ks vozidel CV90, přičemž na stovky dalších existuje objednávka. Stroje byly zavedeny do výzbroje armád 10 zemí světa, z toho 8 z nich je členy NATO. Vozidla CV90 byla bojově nasazena v Afghánistánu, na Ukrajině a v mírové misi OSN v Libérii.
V květnu 2023 rozhodla česká vláda o nákupu 246 těchto vozidel pro českou armádu za 59,7 miliard korun, přičemž součástí ceny jsou i dílenská vozidla, náhradní díly, výcvik, několik typů simulátorů a licence umožňující v budoucnu výrobu, vývoj, údržbu a modifikace v režii domácího průmyslu.

## Historie a generace vozidla
Během studené války vznikla v tehdy neutrálním Švédsku potřeba nahradit stárnoucí Pbv 302 univerzálním bojovým vozidlem, které by vynikalo vysokou mobilitou v náročném severském terénu, nabízelo při tom dobrou ochranu posádky i vlastní odolnost a bylo použitelné jak k protitankovému, tak protiletadlovému boji. V roce 1983 tak vznikla pracovní skupina Stridsfordon 90 (doslova Bojové vozidlo 90), v níž usedli zástupci švédské armády, vládní agentury pro vyzbrojování, a švédských zbrojovek (především Hägglunds a Bofors). Skupina v roce 1985 dokončila projektové práce a o rok později švédská vláda objednala první prototypy nového vozidla. Mezi lety 1988 a 1991 pak probíhaly extenzivní zkoušky několika různých variant vozidla CV90, během nichž byla mimo jiné finálně zvolena ráže 40 mm, namísto zvažovaných 25 mm či dokonce 57 mm.

### CV90Mk0
Po dokončení zkoušek došlo v roce 1991 k objednávce prvních sériových kusů CV90 pro švédskou armádu, objednávky dalších sérií následovaly v letech 1993, 1994 a 1997. První nová vozidla obdržely švédské pozemní síly v roce 1994, dodávka poslední série základní verze byla dokončena v roce 2002. Původní švédské verze jsou retrospektivně výrobcem označovány jako Mk0, byť reálně se tento systém číslování začal používat až od první exportní verze MkI.

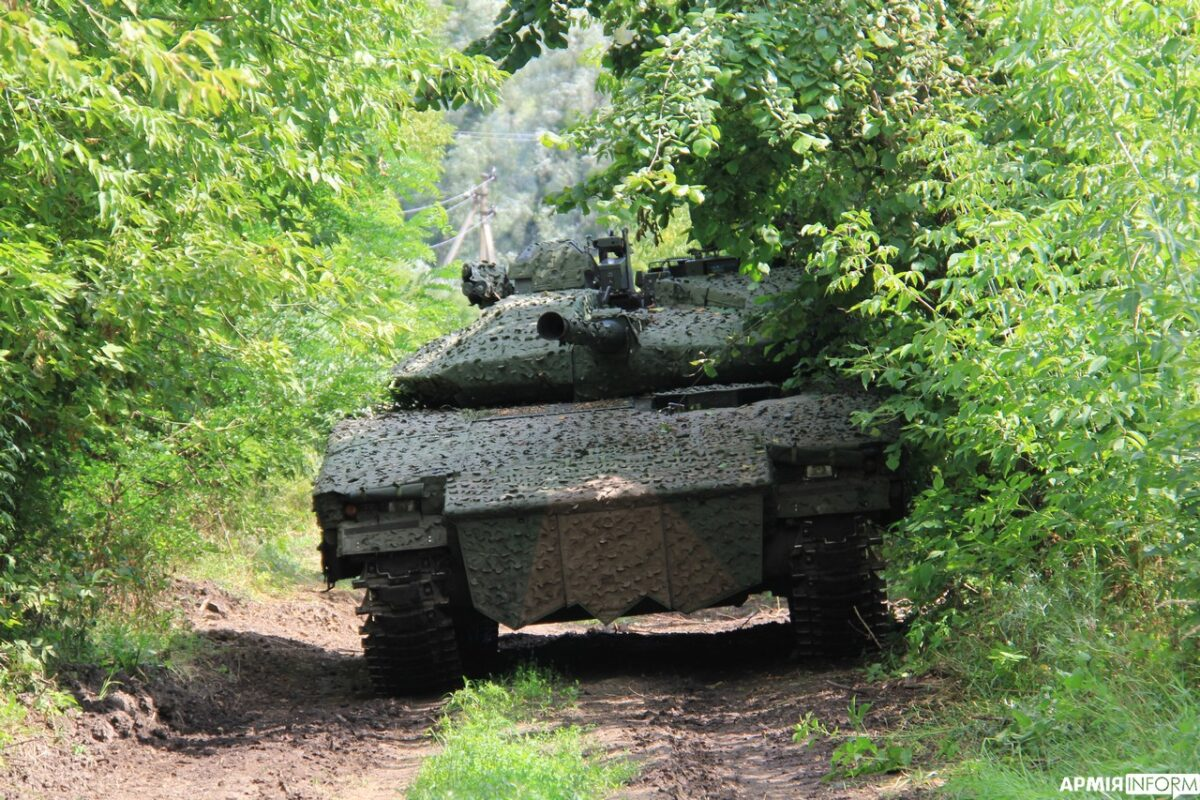
Původně švédské CV9040C v ukrajinské službě během ruské invaze na Ukrajinu, na snímku opatřeno multispektrální maskovací sítí Barracuda

V případě základních švédských verzí „Mk0“ došlo v průběhu let k řadě upgradů, které lze rozdělit do tří hlavních subtypů: A, B a C. Verze A zahrnovala doplnění všech 209 vozidel první série o stabilizaci kanonu – do té doby nemohla vozidla střílet za pohybu. Jako CV9040B je označována pozdější produkce, která již měla z výroby plně stabilizovanou věž, záložní průhledový zaměřovač s kamerou pro střelce, nový systém řízení palby a přepracovaný systém odpružení podvozku, do nějž byly zapracovány poznatky z testování norské verze CV9030N. Část těchto vozidel byla následně ještě jednou upgradována na verzi B1 určenou pro nasazení v zahraničních misích. U této verze je doplněna klimatizace, protistřepinová vložka a přidána byla podpora programovatelné munice. Dosud posledním upgradem je verze C, taktéž určená pro zahraniční mise. Obsahuje všechna výše zmíněná vylepšení doplněná o klimatizaci schopnou fungovat v tropických podmínkách, laserový filtr ve všech optických přístrojích a dodatečné pancéřování. V důsledku těchto vylepšení narostla hmotnost natolik, že u verze CV9040C musel být výsadek snížen na 6 vojáků. Verze CV9040C je také jedinou švédskou verzí, která byla bojově nasazena. 
V roce 2023 bylo Ukrajině darováno v rámci švédské pomoci proti ruské invazi 50 ks verze CV9040C.

### CV90MkI
Záhy po zavedení do švédské armády zaznamenala platforma i řadu exportních úspěchů. Prvním zahraničním zákazníkem se stalo v roce 1994 Norsko, které si objednalo 104 ks modernizované verze označované vývojovým stupněm MkI, specificky pak tuto verzi označujeme CV9030N.
Norská verze obsahovala proti původní švédské řadu technických vylepšení a lišila se i zvolenou výzbrojí. Tou je zde 30mm kanon Bushmaster II instalovaný v osádkové věži. Vozidlo v tendru porazilo americký M2 Bradley, španělský ASCOD a britský FV510 Warrior.
Část vozidel byla později modernizována na verzi CV9030NF1 určenou pro mezinárodní operace a 37 ks bylo bez věží v roce 2016 prodáno Estonsku, které se rozhodlo je přestavět na devět různých podpůrných variant: velitelskou, pro řízení dělostřelectva, obrněný transportér, samohybný minomet, sanitní, nosič PVO, ženijní, zásobovací a stíhač tanků osazený dálkově ovládanou zbraňovou stanicí Protector RS4 se střelami Javelin. Přestavby by měly být dokončeny do konce roku 2025.

### CV90MkII
Dalším vývojem vozidla se stala verze MkII, kterou si ve svých výběrových řízeních vybraly hned dvě země – Finsko a Švýcarsko. Oproti MkI se vozidlo liší zejména silnějším motorem Scania DS16 a částečnou digitalizací systémů, včetně interaktivních manuálů. Hlavní výzbroj je stejná, 30mm kanon Bushmaster II.
Finsko pořídilo 102 kusů verze označované jako CV9030FIN a Švýcarsko 186 kusů varianty CV9030CH. Mezi sebou se varianty mírně liší rozměry, švýcarská má o něco vyšší prostor pro posádku. Zajímavostí finské varianty je pak volba sekundární zbraně v podobě sovětského kulometu PK, namísto jinak používaného Ksp 58 (švédské licenční verze FN MAG).
V roce 2021 Finsko podepsalo s výrobcem smlouvu o technickém zhodnocení svých vozidel, která by měla zajistit jejich provozuschopnost do roku 2030, kdy je plánována velká modernizace v polovině životního cyklu.

### CV90MkIII
Třetím vývojovým stupněm bojového vozidla CV90 se stala verze MkIII objednaná armádami Nizozemska, Dánska a později i Norska. Standardní výzbrojí této verze se stal 35mm kanon Bushmaster III s podporou úsťově programovatelné munice. Novinkou je také kompletní digitalizace systémů vozidla, vylepšené zaměřovací systémy, vylepšení poměru výkonu k hmotnosti a lepší odpružení. Významného zlepšení doznalo vozidlo v ochraně proti minám a tzv. top attack munici. 
Nizozemsko odebralo 193 kusů označovaných jako CV9035NL, Dánsko pak 45 kusů označovaných jako CV9035DK. V roce 2012 Norsko uzavřelo s BAE Systems smlouvu na modernizaci jejich stávajícího arzenálu CV90 a přikoupení 41 nových kusů s cílem mít v roce 2017 144 ks vozidel CV90 sjednocených na standard MkIII, ale při zachování ráže 30 mm a naopak doplnění dálkově ovládané zbraňové stanice Protector na všechna vozidla. V roce 2021 Norsko přiobjednalo 20 dalších vozidel v ženijních a víceúčelových verzích.

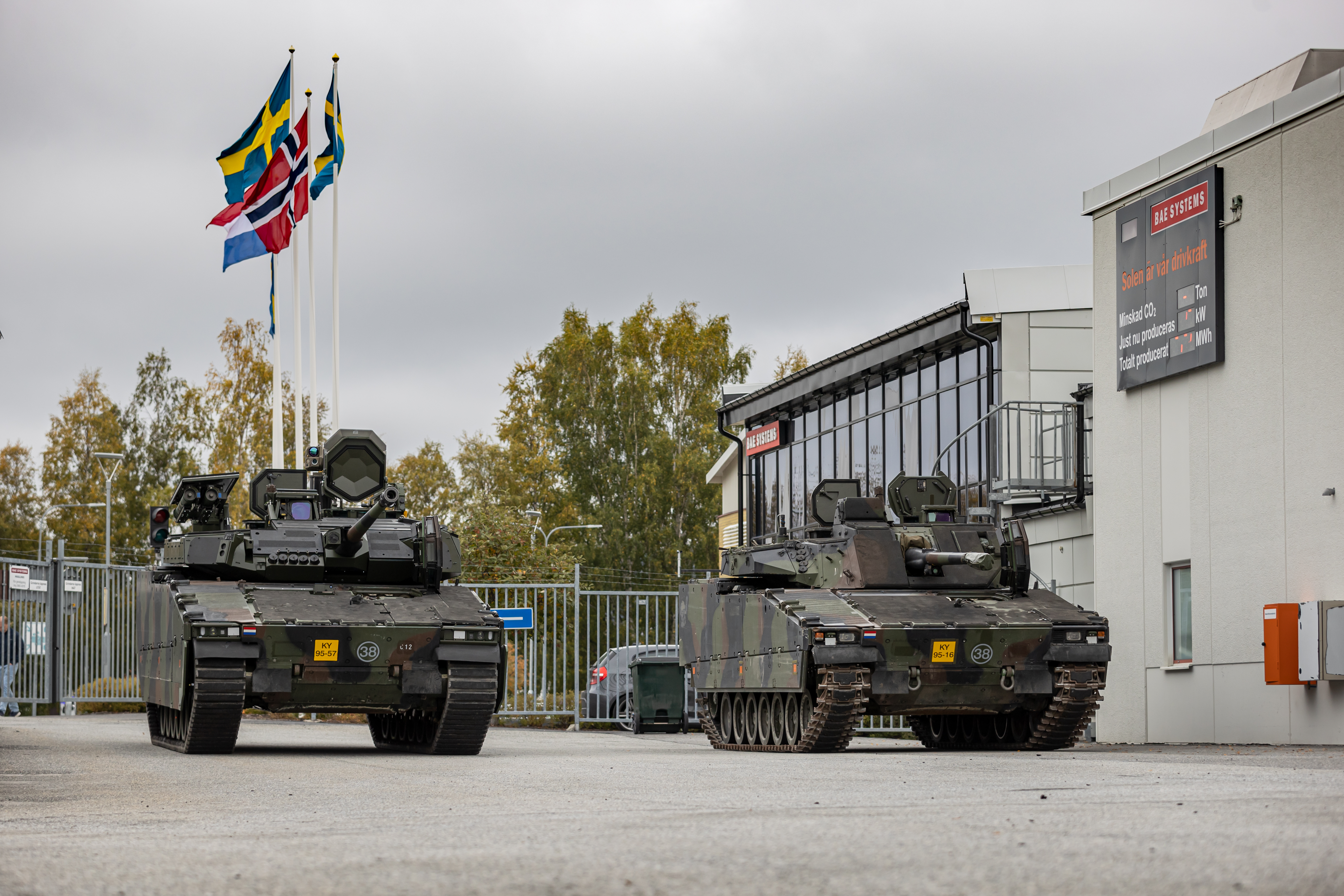
Nizozemské CV9035NL MLU (vlevo) a původní verze (vpravo). Na první pohled patrným rozdílem je zejména nová věž a použití gumových pásů.

V roce 2021 Nizozemsko rozhodlo o tzv. mid life upgradu (MLU) 122 ks svých CV9035NL. Upgrade zahrnuje v podstatě vylepšení vozidel na standard MkIV při zachování současné korby, podvozku a kanonu. Na vozidlech tedy dochází především k náhradě věže za nejnovější D-series vyvinutou původně pro potřeby českého tendru, v níž je kanon pootočen a posunut více dopředu, čímž vzniklo více prostoru pro střelce a zlepšil se přístup pro údržbu. Mimo hlavní tělo věže byl přesunut kulomet a věž naopak byla doplněna o dvojité výklopné odpalovací zařízení protitankových řízených střel Spike-LR2. Novinkou je také teleskopicky výsuvná opto-elektronická věž COPAS (Commander Open Architecture Panoramic Sight) s 360° výhledem, denní i noční termovizí a laserovým dálkoměrem. Devadesát kusů vozidel navíc bude osazeno i systémem aktivní ochrany Iron Fist. Další vylepšení zahrnují upgrade IT systémů vozidla, doplnění situačních kamer a náhradu pásů za gumové, představené původně s verzí MkIV.
V březnu 2024 Dánsko podepsalo s výrobcem smlouvu na mid life upgrade svých 44 ks CV9035DK. Rozsah vylepšení je obdobný jako u výše popsané nizozemské MLU.
V letech 2023 a 2024 se objevila potřeba urychleně získat několik desítek nových kusů vozidel CV90 – jde o náhradu 50 ks CV9040C darovaných Švédskem Ukrajině a dalších 35 ks nových CV90 objednaných pro Ukrajinu Dánskem a Švédskem. Vzhledem k existenci výrobní linky na MLU CV9035NL bylo proto rozhodnuto, že v obou případech budou pořízena vozidla v tomto standardu, v případě Švédska ponesou označení CV9035 MkIIIC. Lze nicméně očekávat, že kusy určené pro Ukrajinu nebudou vybaveny izraelskými PTŘS, neboť Izrael transfer těchto střel na Ukrajinu bránící se ruské invazi dlouhodobě blokuje. V úvahu nicméně přichází nahrazení taktéž podporovanými francouzskými PTŘS Akeron MP.
V prosinci 2024 Dánsko a Švédsko společně objednali další desítky CV9035 MkIIIC – 115 pro Dánsko, 50 pro Švédsko a nespecifikovaný počet pro Ukrajinu.

### CV90MkIV

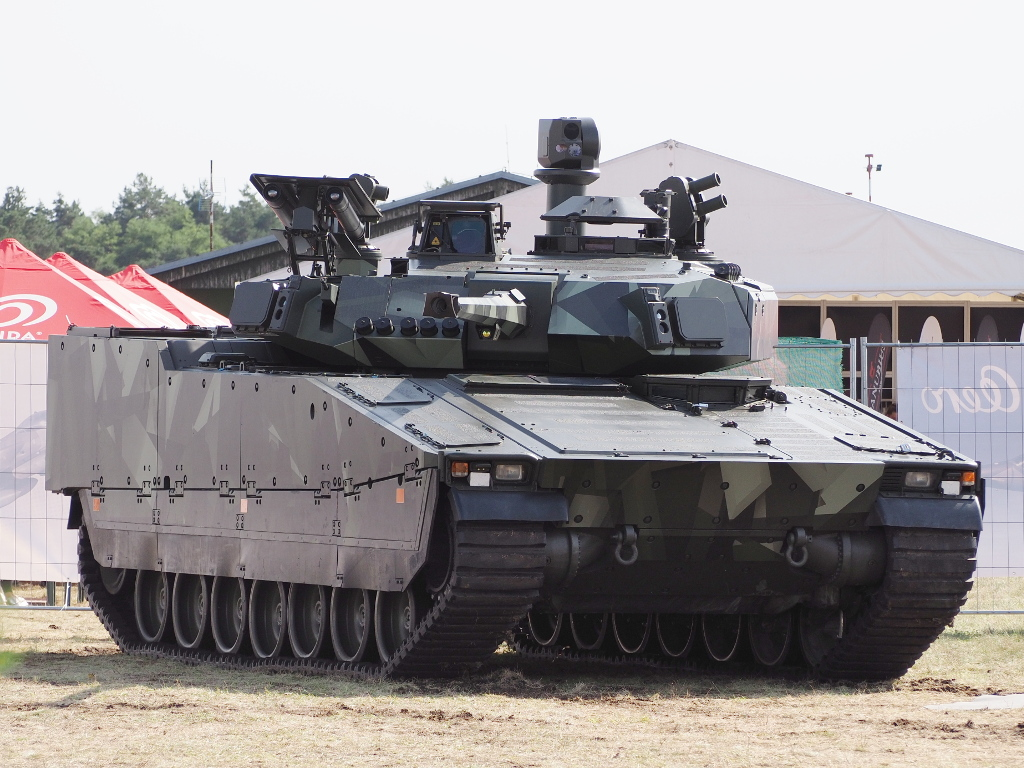
Slovenská varianta CV90 MkIV prezentovaná na SIAF 2022

Nejmodernější vyráběnou variantou je MkIV, verze vybraná armádami ČR a SR. Oproti předchozí verzi nabízí řadu významných vylepšení. Patří mezi ně např. nový motor Scania s výkonem až 750 kW a automatická převodovka Perkins X300, což umožnilo zvýšit užitečnou hmotnost až na 37 tun a tedy integrovat více vybavení. Stejně jako u předchozích variant jde o modifikovaný „kamionový“ motor, což znamená snazší zajištění servisu kdekoliv na světě, ve srovnání se specializovanými vojenskými power packy. Zajímavostí je i použití gumových pásů, které umožňují tišší pohyb, šetří hmotnost, významně snižují vibrace čímž prodlužují životnost elektronických přístrojů a umožňují přesun po běžných komunikacích bez jejich poškození.
Jednou z nejvýznamnějších novinek je pak modulární věž D-series, kterou výrobce nabízí jak v osádkové, tak bezosádkové variantě. Věž může být osazena kanonem Bushmaster II v ráži 30 nebo 40 mm, kanonem Bushmaster III v ráži 35 mm nebo 50 mm, či dokonce 120mm kanonem Cockerill pro použití vozidla v roli lehkého tanku, resp. vozidla palebné podpory. Jako sekundární výzbroj lze pak do věže integrovat kulomety (zpravidla FN MAG) a protitankové řízené střely. Česká republika i Slovensko zvolily izraelské Spike-LR, otestovány však byly i francouzské Akeron MP.
Zásadní změnou prošly i digitální a senzorické systémy vozidla. To je nyní vybaveno systémem iFighting, který dokáže komunikovat s okolními vozidly, drony a dalšími prostředky, sdílet informace o cílech i mimo dohled vozidla, a využívat umělou inteligenci k identifikaci a prioritizaci cílů, které má pak posádka zobrazeny pomocí rozšířené reality.
CV90MkIV se stalo teprve druhým (po MLU CV9035NL) západním bojovým vozidlem pěchoty, které plně integrovalo systém aktivní ochrany. V případě české varianty jde CV9030CZ jde o izraelský Trophy, v případě slovenské CV9035SK o taktéž izraelský Iron Fist.

### CV90MkV
Jako CV90MkV je označována hypotetická budoucí generace tohoto vozidla, jejíž vývoj kontinuálně probíhá v režii výrobce ve spolupráci se švédskou armádou. Zatím nicméně neexistuje ani oficiální požadavek švédské vládní agentury pro vyzbrojování a předpokládá se, že vývoj bude trvat minimálně do roku 2027.
Novinky by měly zahrnovat integraci systému řízení C4ISR, minimalizaci tepelné a radarové stopy vozidla, integraci nových generací protitankových řízených střel, integraci dronů a podporu pro hybridní pohon vyžadovaný švédskou armádou.

## Specializované verze

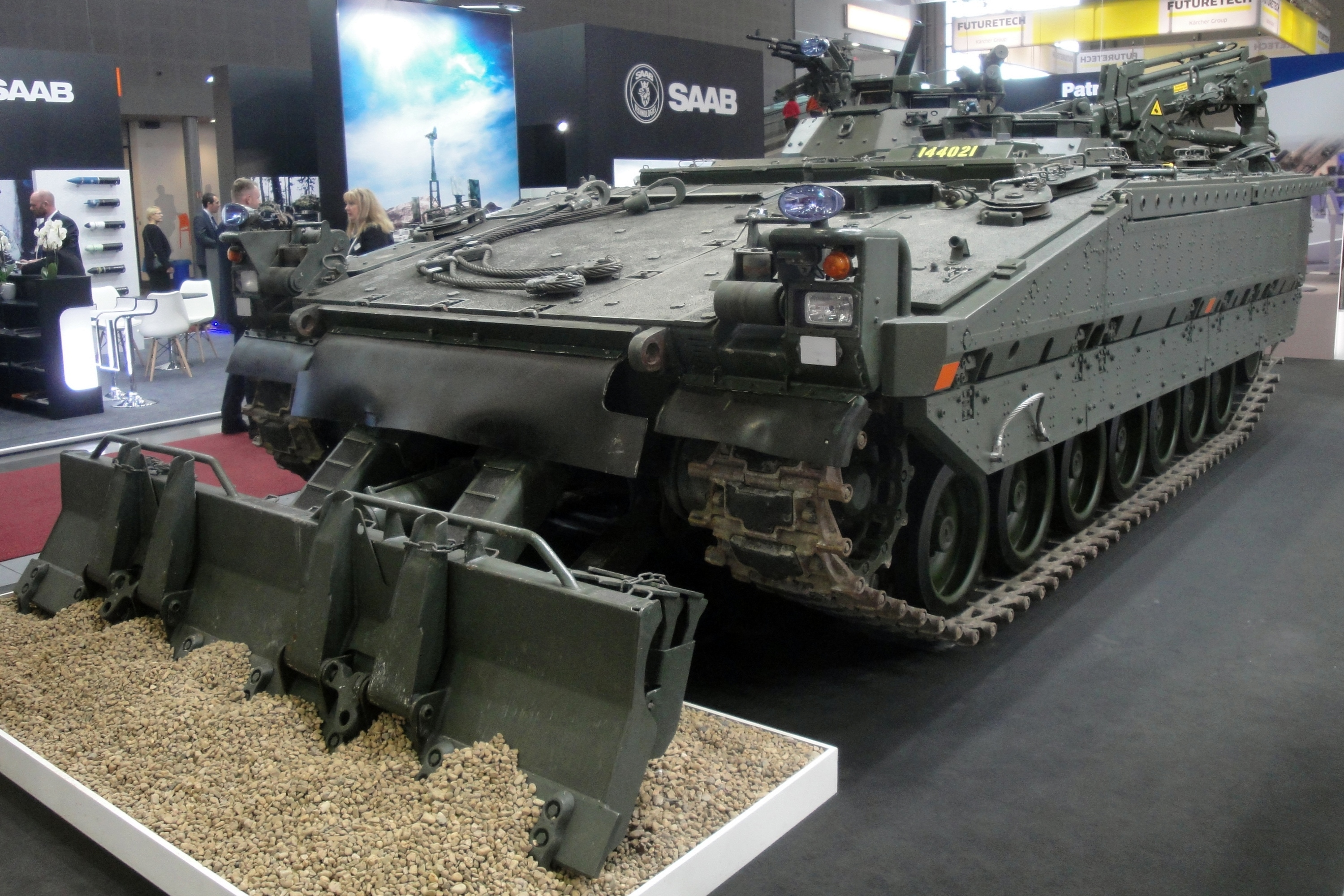
Vyprošťovací verze prezentovaná na IDET 2019 v Brně

Stroj CV90 je aktuálně uživatelskými zeměmi provozován v 17 různých variantách, přičemž některé jsou unikátní pro Švédsko. Řada dalších variant byla v různých časových úsecích nabízena výrobcem a zatím nikým nepořízena. Toto jsou aktuálně výrobcem nabízené a prezentované „katalogové“ modifikace:

##### S věží
- CV90 IFV – základní bojové vozidlo pěchoty
- CV90 RECCE – průzkumné vozidlo
- CV90 C2 – velitelské a řídící vozidlo
- CV90 AAV – protiletadlová verze (nicméně všechna CV90 nabízejí základní schopnosti protiletadlového boje)
- CV90 Combat Repair – pojízdná dílna
- CV90 Forward Observer – předsunutá pozorovatelna
- CV90120/105 – lehký tank či stíhač tanků vybavený hladkohlavňovým kanónem ráže 120 mm nebo 105 mm
- CV90 120 mm Mortar – 120mm minometná verze. V nabídce je levnější varianta Mjölner zvolená Švédskem a dražší špičková AMOS zvolená Finskem, v obou případech jde o dvouhlavňovou otočnou věž.

##### Bez věže
- CV90 APC – obrněný transportér
- CV90 ARV – obrněné vyprošťovací vozidlo
- CV90 Combat Engineer – ženijní vozidlo
- CV90 LOG – logistické vozidlo
- CV90 EW – vozidlo elektronického boje
- CV90 81 mm Mortar – 81mm bezvěžový minomet
- CV90 CASEVAC – sanitní verze
- CV90 DTV – vozidlo pro výcvik řidičů

Výrobce pracuje také na verzi se 155mm dělem a mostním vozidle.

## CV90 v Česku

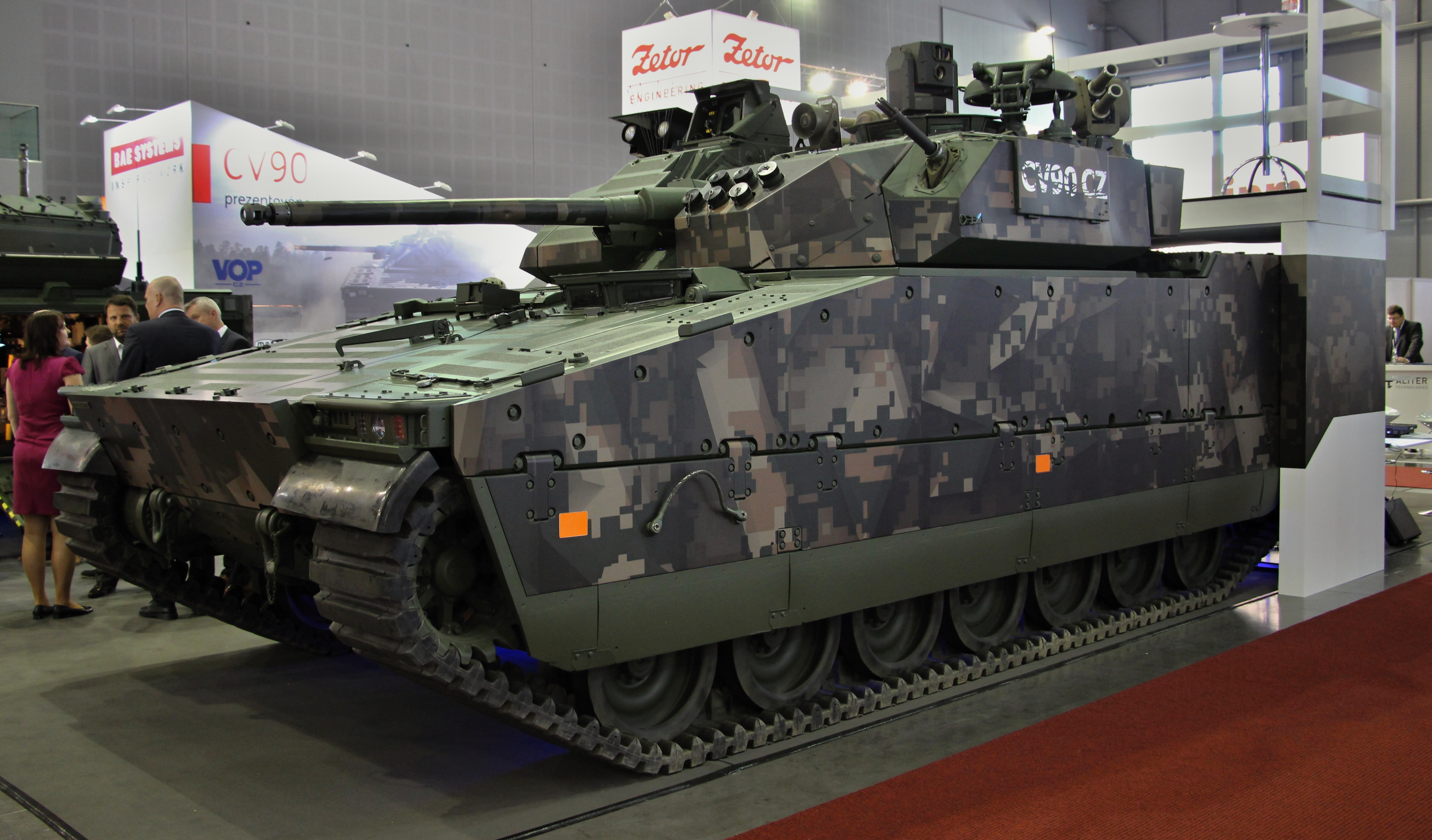
„Česká“ varianta CV90 tak jak byla prezentována na veletrhu IDET v roce 2017. Finální verze bude ve skutečnosti vypadat spíše jako nizozemská varianta po MLU, a to zejména díky použití nové věže D-series, kterou kus na snímku ještě nedisponuje.

Korporace BAE Systems uzavřela v roce 2016 dohodu se státním podnikem VOP CZ o společné nabídce vozidel CV90 pro plánovaný program náhrady bojových vozidel pěchoty BVP-2 ve výzbroji Armády České republiky. Do výběrového řízení nakonec kromě BAE Systems podaly své nabídky další dva účastníci – španělský GDELS s modelem ASCOD a německý Rheinmetall s BVP Lynx. Z důvodu komplikovaně zadaného tendru žádný z uchazečů nesplnil podmínky, avšak vyřazeny byly pouze jejich nabídky, nikoliv účastníci. V červenci 2022 proto rozhodla vláda České republiky, že v prakticky neřešitelné situaci se nacházející tendr na nákup pásových bojových vozidel pěchoty zruší a začne jednat napřímo se švédskou vládou o nákupu vozidel CV90.
Po náročných jednáních o zapojení českého průmyslu 24. 5. 2023 vláda na svém zasedání schválila pořízení těchto vozidel, a ještě toho dne byly na veletrhu IDET podepsány patřičné smlouvy. Výrobce do června 2023 garantoval cenu, s níž se hlásil do původního tendru, a která se díky vysoké inflaci a všeobecnému zdražování materiálů stala výhodnou. Ministerstvo obrany proto rovnou využilo opci na dalších 36 vozidel, a místo původně poptávaných 210 ks za 51,7 mld. Kč jich tak objednalo 246 ks za 59,7 mld. Kč včetně DPH. Součástí je i 29 dílenských vozidel, prvotní výcvik a servis, simulátory, náhradní díly a malé množství munice pro testovací účely. Český stát také získal licenci umožňující v budoucnu výrobu, modernizaci a vývoj nových variant ve vlastní režii. První vozidla mají být dodána v roce 2026, první prapor přezbrojen v roce 2027 a do roku 2030 by měla být zakázka dovršena kompletně. Z celkových 246 ks bude v ČR zkompletováno více než 200 ks, státní podnik VOP CZ navíc mezi lety 2028-2029 ve vlastní režii vyvine sanitní verzi POV-Zdr a dělostřeleckou pozorovatelnu POV-DP.
Celou zakázku provázely dohady o míře zapojení českého průmyslu, která byla v původním zrušeném tendru požadována na úrovni 40 %. V době podpisu hlavní smlouvy ještě neměl výrobce podepsané všechny smlouvy s jednotlivými českými společnostmi, k zasmluvnění partnerů nicméně následně skutečně došlo. Mezi nejvýznamnější české průmyslové partnery patří státní podnik VOP CZ v roli hlavního integrátora a výrobce části podvozků, Excalibur Army jako výrobce věže, VR Group – dceřiná společnost LOM Praha – jako dodavatel kompletního simulátoru pro AČR, Meopta jakožto dodavatel zaměřovacího systémy UTAAS (Universal Tank and Anti-Aircraft Fire Control Systém) a Ray Service zajistí dodávky kabelů a elektromechanických prvků. Poslední dvě jmenované společnosti se navíc staly dlouhodobými partnery BAE Systems a budou se podílet i na jiných zakázkách, např. té pro Slovensko. Mezi další zasmluvněné partnery patří společnosti Pramacom (část komunikačního systému), URC (rušičky IED), Lasercentrum, Agados, ACE-TECH, Drahoš a ZAKO Turčín (mechanické díly) nebo společnost DELINFO, která dodá software pro integraci operačně-taktického systému velení a řízení. V roce 2024 byly uzavřeny další smlouvy o spolupráci se společnostmi MPI, EVPÚ Defence, VMV, MS ProTech, OPTOKON, SVOS a CHARVÁT Group.
Dne 15. 6. 2023 podepsali ministři obrany České republiky, Slovenska a Ukrajiny třístrannou deklaraci o spolupráci při pořizování a provozování pásových bojových vozidel pěchoty CV90.

## Operační nasazení

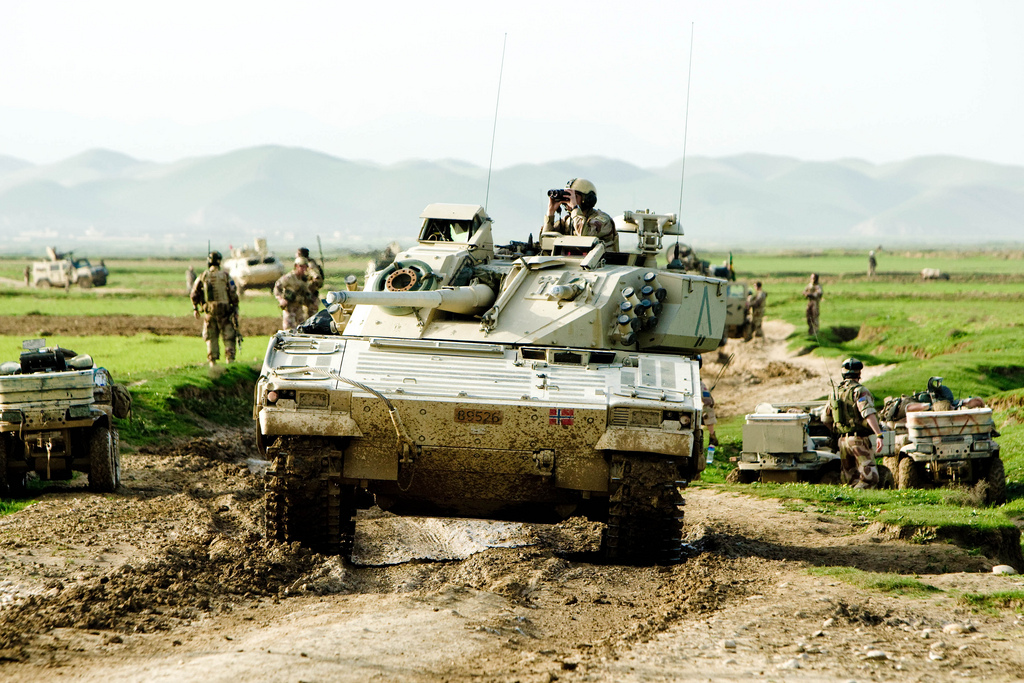
Norské CV90 během působení ISAF v Afghánistánu

### Libérie
Prvním „ostrým“ operačním nasazením CV90 byla mírová mise OSN v Libérii, kam v roce 2004 Švédsko vyslalo 13 ks své vylepšené varianty CV9040C.

### Afghánistán
Na první bojový střet však vozidlo čekalo až do listopadu 2007, kdy je norská armáda nasadila do těžkých bojů proti Tálibánu v rámci operace Harekate Yolo. Norská armáda operující v rámci sil ISAF musela v prvním listopadovém týdnu reagovat na útok Tálibánu na pozice Afghánské národní armády. Ačkoliv byli norští vojáci ve výrazné početní nevýhodě, protiútok s pomocí minometů a právě CV9030N byl úspěšný a akce za sebou zanechala desítky mrtvých Tálibánců, dle některých norských zdrojů až 65.

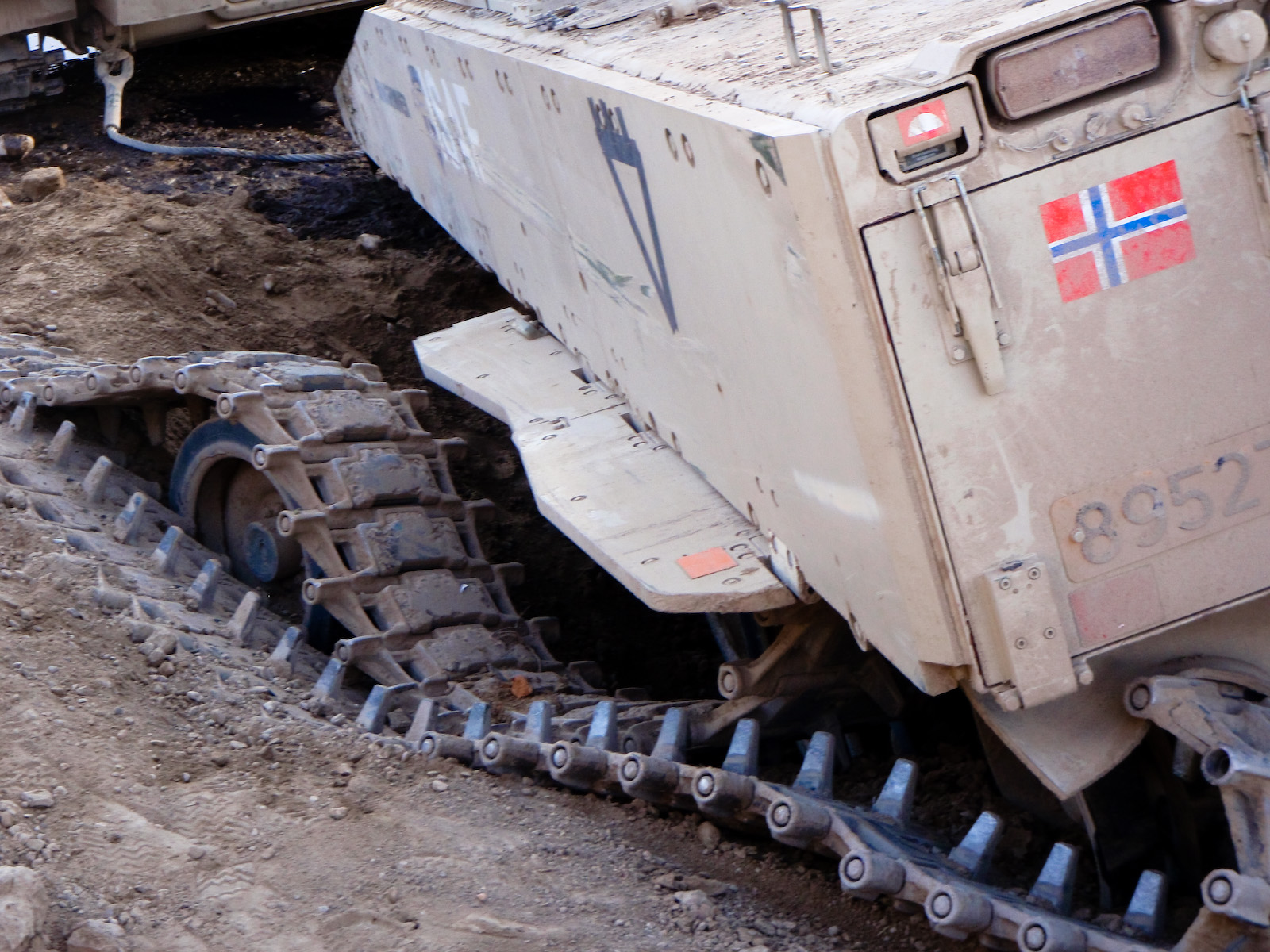
Detail poškozeného norského CV90, v němž přišel o život řidič Joachim Olsson

Norská armáda CV90 používala v Afghánistánu i nadále. V květnu 2008 se například vojáci mechanizovaného praporu Telemark dostali do tálibánské palby z těžkých kulometů a RPG, z níž ale vyvázli bez vlastních ztrát, zatímco 13 nepřátelských bojovníků bylo vozy CV90 zabito. V lednu 2010 v Afghánistánu zahynul Joachim Olsson, řidič norského CV90 z praporu Telemark, poté co najel na IED.
V Afghánistánu nasadilo v roce 2010 své CV9035DK i Dánsko. Dánská vozidla utrpěla minimálně tři zásahy IED, přičemž ve dvou případech posádky vyvázly bez zranění a středně poškozená vozidla byla odeslána k výrobci pro účely výzkumu a oprav. V srpnu 2010 však velmi silný výbuch IED zabil dva členy posádky a tři zranil. Síla výbuchu dalece přesahovala udávanou odolnost a více než 30tunové vozidlo obrátila na střechu.

### Ukrajina
Po dokončení výcviku ve Švédsku byly v červnu 2023 darované CV9040C nasazeny 21. samostatnou mechanizovanou brigádou ZSU do bojů proti ruským invazním silám v okolí Bachmutu a Kupjansku. Vlastnosti vozidla jsou na ukrajinském bojišti hodnoceny kladně jak řadovými vojáky, tak zástupci ministerstva obrany, které by rádo lokalizovalo údržbu a výrobu části náhradních dílů na Ukrajině a pořídilo další kusy.
Dle nezávislého webu Oryx bylo k červnu 2025 dle volně dostupné fotodokumentace zničeno deset CV90, dalších deset poškozeno a tři ukořistěny Rusy.

## Uživatelé

Mapa uživatelů CV90, modře označeni stávající, oranžově budoucí.

- Dánsko: 44 ks CV9035DK (jedno ztraceno v boji), 10 upraveno pro nasazení v zahraničních misích.[50] V březnu 2024 oznámen mid life upgrade (MLU) všech kusů s dosazením D-series věže z MkIV.[20] V prosinci 2024 Dánsko objednalo dalších 115 ks verze CV9035 MkIIIC.[24][1]
- Estonsko: 81 ks – z toho 44 ks CV9035NL odkoupených od Nizozemska dodaných v roce 2016[51] a dalších 37 vozidel bez věže odkoupených v roce 2016 z Norska.[52] U ex–norských vozidel probíhá v režii domácího průmyslu přestavba na devět různých variant: velitelskou, pro řízení dělostřelectva, obrněný transportér, samohybný minomet, sanitní, nosič PVO, ženijní, zásobovací a stíhač tanků osazený dálkově ovládanou zbraňovou stanicí Protector RS4 se střelami Javelin.[12] Všechna vozidla by měla být předána do konce roku 2025.[13]
- Finsko: 102 CV9030FIN (57 vozidel první série, 45 druhé série).[53][54]
- Nizozemsko: 149 CV9035NL (původní objednávka 184 vozidel[55] zvýšena na 193).[56] Dodávky byly dokončeny v roce 2011. V prosinci 2014 bylo 44 CV9035NL prodáno Estonsku.[51] V lednu 2021 bylo rozhodnutu o mid life upgrade (MLU) 122 ks s opcí na 19 dalších, přestavba zahrnuje mj. dosazení věže D-series z MkIV.[57] První prototypová přestavba byla dokončena v září 2023, dokončení dodávek je plánováno do konce roku 2026.[19]
- Norsko: 127 CV9030N. 17 modernizovaných vozidel, doplněných o klimatizaci, přídavnou protiminovou ochranu a kamery pro výhled vzad, je označováno jako CV9030NF1.[58][59] V červnu 2012 byla uzavřena smlouva se společnostmi BAE Systems Hägglunds a Kongsberg Defence & Aerospace na dodání mixu 144 nových a modernizovaných vozidel.[60][61] V roce 2021 Norsko přiobjednalo 20 dalších vozidel v ženijních a víceúčelových verzích.[17]
- Švédsko: 499 vozidel, včetně 40 minometných variant Mjölner.[62][63][64] Dalších 40 ks varianty Mjölner bylo objednáno v letech 2022 a 2023, dodávky proběhnou do konce roku 2025.[65] Švédsko původně provozovalo více vozidel, avšak 50 ks CV9040C s přídavným pancéřováním v lednu 2023 darovalo Ukrajině.[10] V prosinci 2024 Švédsko objednalo 50 ks CV9035 MkIIIC pro nahrazení kusů darovaných Ukrajině.[24][1]
- Švýcarsko: 186 CV9030CH.[59]
- Ukrajina: V lednu 2023 přislíbila švédská vláda poskytnutí 50 ks BVP CV9040C pro obranu proti ruské agresi.[10]V červnu 2023 bylo oznámeno, že výcvik ve Švédsku byl dokončen a vozidla byla krátce na to vyfocena na Ukrajině.[66] Začátkem roku 2024 bylo pro Ukrajinu objednáno 35 ks varianty CV9035NL ve vylepšené MLU verzi, objednávku financuje Švédsko a Dánsko.[67][22] V prosinci 2024 Dánsko a Švédsko s finanční pomocí Nizozemska objednali pro Ukrajinu další nespecifikovaný počet CV9035 MkIIIC.[24][1][68]

### Budoucí uživatelé
- Česko: Mezi roky 2026–2030 bude dodáno celkem 246 ks CV90 MkIV (CV9030CZ), z toho:[69]
  - 190 ks CV9030 s nejnovější věží D-Series osazenou 30mm kanonem Bushmaster, kulometem FN MAG, protitankovými řízenými střelami Spike-LR a systémem aktivní ochrany Trophy. 
    - 141 ks hlavní bojové verze PBVP
    - 31 ks velitelské verze PBV-V
    - 18 ks průzkumné verze PBV-Pz

  - 16 ks neozbrojené sanitní verze POV-Zdr (vyvine VOP CZ)
  - 15 ks vyprošťovací varianty POV-V  s dálkově ovládanou zbraňovou stanicí osazenou těžkým kulometem
  - 13 ks ženijní varianty POV-Ž s dálkově ovládanou zbraňovou stanicí osazenou těžkým kulometem
  - 12 ks verze „dělostřelecká pozorovatelna“ POV-DP s dálkově ovládanou zbraňovou stanicí osazenou těžkým kulometem (vyvine VOP-CZ)

Všechny varianty budou vybaveny multispektrální kamuflážní sítí české výroby a v rámci objednávky bude dodáno také 60 ks rušiček nástražných výbušných zařízení (IED). Do budoucna se uvažuje o pořízení minometných variant pro nahrazení zastaralých PRÁM-S na podvozku BVP-1.
- Slovensko: 28. 6. 2022 rozhodla slovenská vláda o nákupu zatím 152 CV MkIV (CV9035SK) za zhruba 42 mld. korun (1,668 mld. eur s DPH).[71], jejichž dodávky budou probíhat od roku 2025. Většina vozidel bude osazena moderní věží D-Series vyzbrojenou 35mm kanónem Bushmaster, kulometem FN MAG, protitankovými řízenými střelami Spike-LR a systémem aktivní ochrany Iron Fist. Půjde o tyto varianty:[72]
  - 110 ks PBOV základní bojové
  - 15 ks PBOV velitelské
  - 9 ks PBOV průzkumné
  - 9 ks PBOV „granátometné družstvo“
  - 3 ks PBOV „antimateriálové pušky“
  - 3 ks POV vyprošťovací
  - 3 ks POV dílna technické pomoci

V druhé etapě pak plánuje Slovensko pořídit dalších 71 strojů různých variant, včetně 20 ks samohybných 120mm minometů.

### Potenciální uživatelé
- Litva: V rámci budování mechanizované divize[74] v říjnu 2024 oznámil litevský ministr obrany, že kromě nákupu tanků Leopard 2 zahajuje Litva také jednání o pořízení přibližně 100 ks vozidel CV90.[75][76] Vyhodnoceny budou ale i konkurenční nabídky jiných společností.[75]
- Rumunsko: Rumunsko plánuje během roku 2024 uzavřít kontrakt na dodávku až 298 ks BVP, v úvahu přicházejí kromě CV90 také Lynx, ASCOD a Hanwha AS21 Redback.[77]